# 爱德华·霍华德-维斯
爱德华·霍华德-维斯（英語：Edward Howard-Vyse，1905年11月27日—1992年12月26日），英国男子马术运动员。他曾代表英国参加1936年夏季奥林匹克运动会马术比赛，获得团体三项赛铜牌和个人三项赛第19名。